# NGC 7381
NGC 7381 este o astronomical radio source⁠(d) situată în constelația Vărsătorul. A fost descoperită în 9 octombrie 1885 de către Francis Leavenworth.